# Hiemsia
Hiemsia — рід грибів родини Pyronemataceae. Назва вперше опублікована 1969 року.